# Calycogonium heterophyllum
Calycogonium heterophyllum är en tvåhjärtbladig växtart som beskrevs av Charles Victor Naudin. Calycogonium heterophyllum ingår i släktet Calycogonium och familjen Melastomataceae.
Artens utbredningsområde är Kuba. Inga underarter finns listade i Catalogue of Life.